# Baron Lyttelton
Baron Lyttelton, of Frankley in the County of Worcester, ist ein erblicher britischer Adelstitel, der zweimal in der Peerage of Great Britain geschaffen wurde.

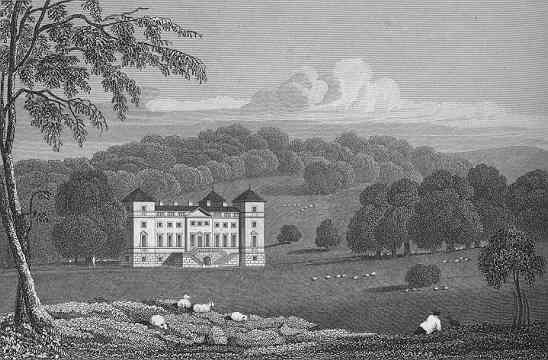
Hagley Hall

Familiensitz der Barone ist Hagley Hall bei Hagley in Worcestershire.

## Verleihungen

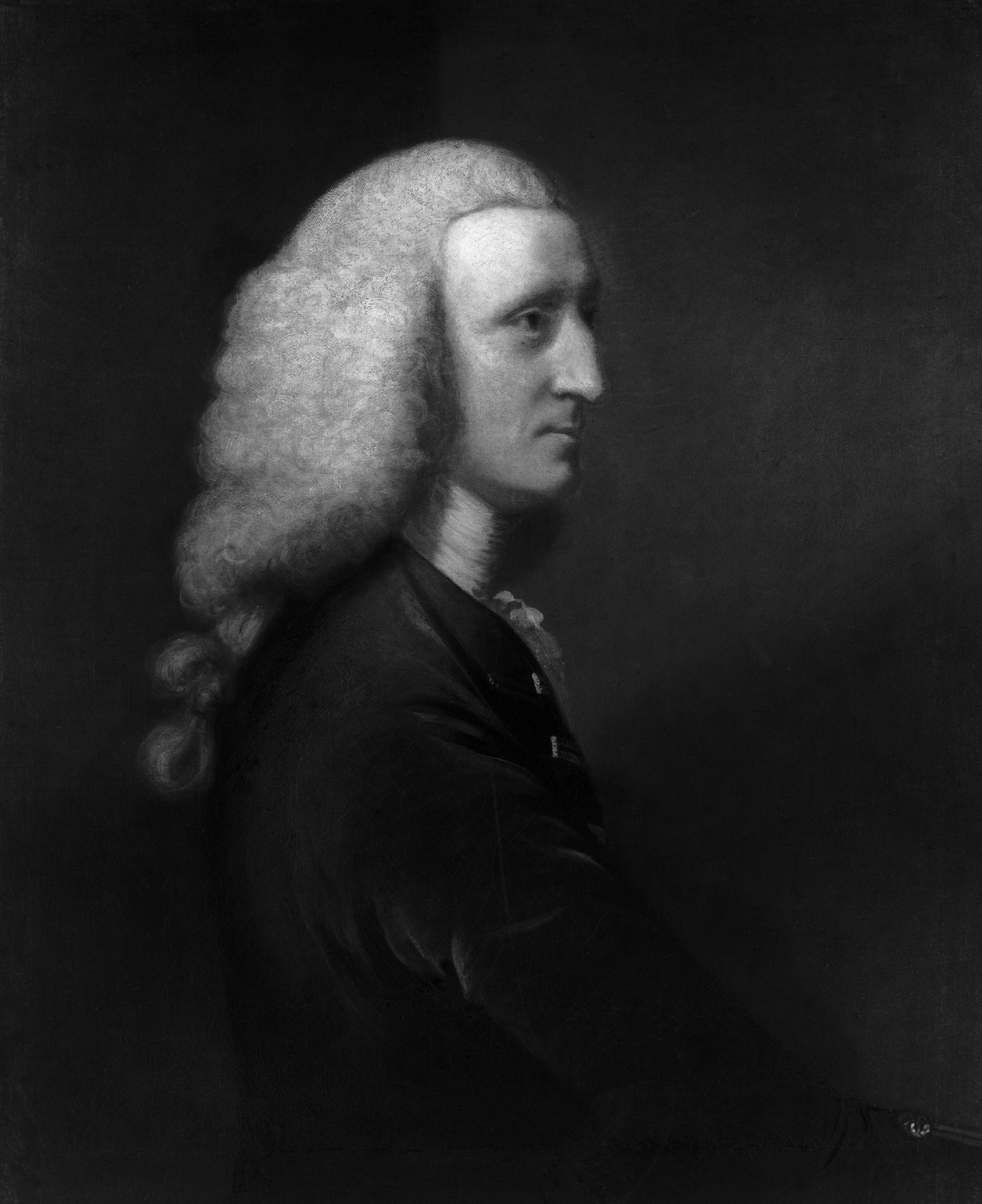
George Lyttelton, 1. Baron Lyttelton

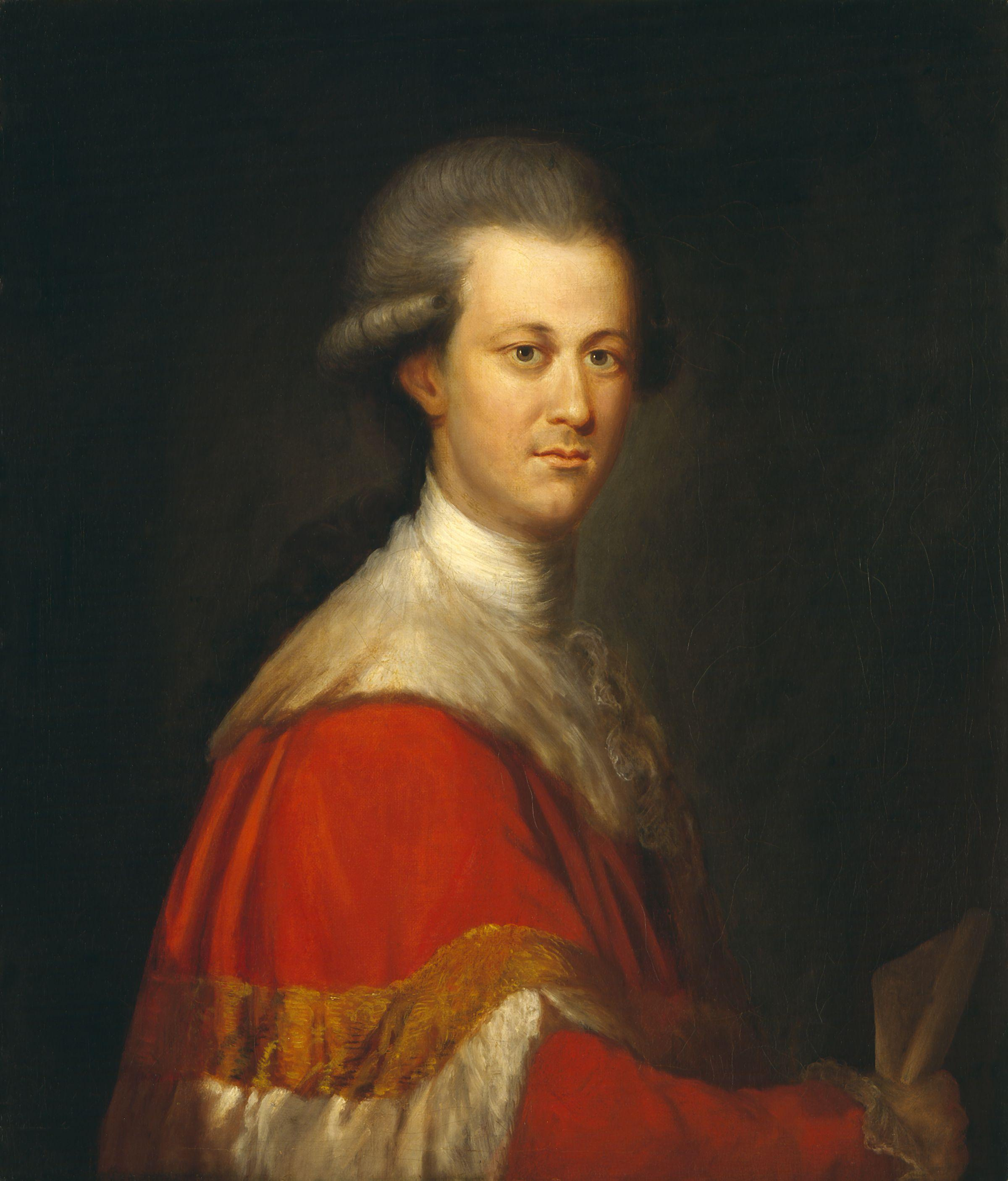
Thomas Lyttelton, 2. Baron Lyttelton

Der Titel wurde erstmals am 18. November 1756 für den Politiker und Mäzen Sir George Lyttelton, 5. Baronet geschaffen, der zuvor Schatzkanzler gewesen war. Dieser hatte bereits 1751 von seinem Vater den fortan nachgeordneten Titel 5. Baronet, of Frankley in the County of Worcester, geerbt, der am 25. Juli 1618 in der Baronetage of England seinem Großvater, dem Unterhausabgeordneten Sir Thomas Lyttelton verliehen worden war. Die Baronie erlosch mit dem Tod seines Sohnes, des 2. Barons, am 27. November 1779. Die Baronetcy fiel an dessen Onkel, William Lyttelton, 1. Baron Westcote, als 7. Baronet. Dieser war zuvor Gouverneur von South Carolina und Jamaika gewesen und war am 29. April 1776 in der Peerage of Ireland zum Baron Westcote, of Ballymore in the County Longford, erhoben worden. Am 13. August 1794 wurde für diesen der Titel Baron Lyttelton in zweiter Verleihung neu geschaffen. Dessen Urenkel, der 5. Baron, erbte 1889 von seinem entfernten Verwandten Richard Temple-Nugent-Brydges-Chandos-Grenville, 3. Duke of Buckingham and Chandos auch den 1718 geschaffenen Titel 8. Viscount Cobham. Die Baronien Lyttelton und Westcote sowie die Baronetcy sind seither nachgeordnete Titel des jeweiligen Viscounts.

## Liste der Barone Lyttelton und Lyttelton Baronets

### Lyttelton Baronets, of Frankley (1618)
- Sir Thomas Lyttelton, 1. Baronet (1593–1650)
- Sir Henry Lyttelton, 2. Baronet (1624–1693)
- Sir Charles Lyttelton, 3. Baronet (1628–1716)
- Sir Thomas Lyttelton, 4. Baronet († 1751)
- Sir George Lyttelton, 5. Baronet (1709–1773) (1756 zum Baron Lyttelton erhoben)

### Barone Lyttelton, erste Verleihung (1756)
- George Lyttelton, 1. Baron Lyttelton (1709–1773)
- Thomas Lyttelton, 2. Baron Lyttelton (1744–1779)

### Lyttelton Baronets, of Frankley (1618; Fortsetzung)
- Sir William Lyttelton, 7. Baronet (1724–1808) (1776 zum  Baron Westcote und 1794 zum Baron Lyttelton erhoben)

### Barone Lyttelton, zweite Verleihung (1794)
- William Lyttelton, 1. Baron Lyttelton (1724–1808)
- George Lyttelton, 2. Baron Lyttelton (1763–1828)
- William Lyttelton, 3. Baron Lyttelton (1782–1837)
- George Lyttelton, 4. Baron Lyttelton (1817–1876)
- Charles Lyttelton, 8. Viscount Cobham, 5. Baron Lyttelton (1842–1922)
- John Lyttelton, 9. Viscount Cobham, 6. Baron Lyttelton (1881–1949)
- Charles Lyttelton, 10. Viscount Cobham, 7. Baron Lyttelton (1909–1977)
- John Lyttelton, 11. Viscount Cobham, 8. Baron Lyttelton (1943–2006)
- Christopher Lyttelton, 12. Viscount Cobham, 9. Baron Lyttelton (* 1947)

Titelerbe (Heir apparent) ist der Sohn des aktuellen Titelinhabers Hon. Oliver Lyttelton (* 1976).